# Gerry van der Linden
Gertrude Maria Johanna Catharina  o Gerry van der Linden (Eindhoven, 25 de noviembre de 1952) es una escritora neerlandesa.
Nacida en Eindhoven. Van der Linden publicó su primera colección de poesía De Aantekening en 1978. Se trasladó a los Estados Unidos en 1979, viviendo entre las ciudades de Nueva York y San Francisco durante cuatro años. Después de su regreso a los Países Bajos, publicó su segundo libro de poesía Val op de rand en 1990.
Van der Linden es profesora de poesía y escritura creativa en la Escuela de Ámsterdam de Escritura. Trabajó para el Centro PENen los Países Bajos. Sus poemas han aparecido en la traducción en varias antologías y publicaciones en Bulgaria, Inglaterra, Francia, Alemania, Indonesia, Macedonia y Eslovenia.

## Selección de obras
- Enveloppen, novela (1992)
- Aan mijn veren hand, poesía (1993)
- Wind, novela (1995)
- Zandloper, poesía (1997)
- Dolk, novela (2000)
- Uitweg, poesía (2001)
- Goed volk, poesía (2004)
- Glazen Jas (2007)